# كأس تونس 1987–88
كأس تونس لكرة القدم 1987-1988 هو الموسم رقم 32 منذ الاستقلال وال57 منذ إنشائه من كأس تونس لكرة القدم.

فاز بهذا الموسم النادي الأولمبي للنقل، وجاء ثانيا النادي الإفريقي.

## روابط خارجية
- الموقع الرسمي للجامعة التونسية لكرة القدم.